# Nuillé-sur-Vicoin
Nuillé-sur-Vicoin är en kommun i departementet Mayenne i regionen Pays de la Loire i nordvästra Frankrike. Kommunen ligger i kantonen Saint-Berthevin som tillhör arrondissementet Laval. År 2022 hade Nuillé-sur-Vicoin 1 250 invånare.

## Befolkningsutveckling
Antalet invånare i kommunen Nuillé-sur-Vicoin
| Referens: INSEE |